# 김희자
김희자(1935년 ~)는 대한민국의 코미디언이다.

## 방송
- 웃으면 복이와요

## 수상
- MBC배 유공연기자 시상식 코미디언부문 최우수연기상 (1975)